# そーちゃん&にーちゃん
そーちゃん&にーちゃんは、奈良県宇陀郡曽爾村のマスコットキャラクターである。ススキ、山、蛇、山桜、漆部の仙女伝説をモチーフにしている。

## プロフィール
- 兄のそーちゃんは、頭に風光明媚な山を載せているのが特徴。大きなススキを操り、妹とともに曽爾村上空を空中散歩するのが日課である。
- 妹のにーちゃんは、へび頭がチャームポイント。屏風岩で見つけた山桜と「漆部の仙女」からわけてもらった羽衣を、宝物にしている。
- いつも二人仲良く曽爾村の親善大使として邁進している。

## エピソード
- 名づけ親は、幼少期に曽爾村に住んでいたという、ホラー漫画の第一人者楳図かずおである。なお、曽爾高原のお亀池に伝わるへび女伝説が、楳図ホラーの源流と言われている。
- 曽爾村のケーブルテレビでは、常時そーちゃん&にーちゃんの姿を見ることができる。
- デザインを手がけたのは、イラストレーターの金子デメリンである。